# Stolarskicyathus
Stolarskicyathus is een geslacht van neteldieren uit de klasse van de Anthozoa (bloemdieren).

## Soort
- Stolarskicyathus pocilliformis Cairns, 2004